# Ruszok

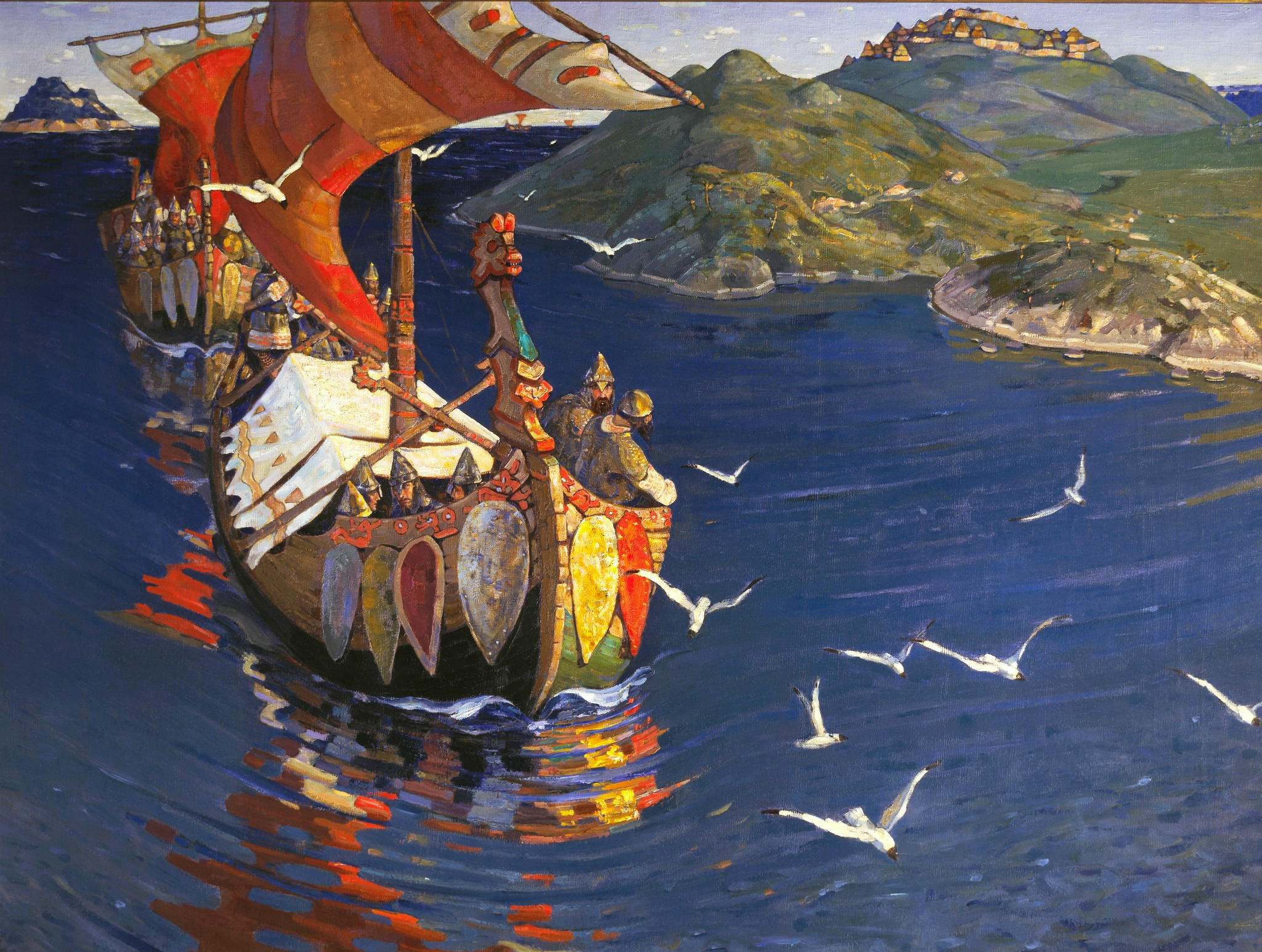
Nicholas Roerich (1899) képe: Vendégek a tengerentúlról

A ruszok (szláv Русь, görög Ῥῶς) kora Közép-Ukrajna területén élt nemzet, amely Kijevi Rusz címzetes népe volt. Kezdetben ez a név a vikingek egy bizonyos csoportjára utalt, de a vikingek Kijevbe érkezésével a kijevi törzsre – a Poliánokra – kezdték használni.

## Történetük
A korabeli bizánci és iszlám források (pl. Ahmad ibn Fadlán) és az 1113 körül íródott kijevi Régmúlt idők elbeszélése (Nyesztor krónika, vagy óorosz őskrónika) szerint is a ruszok északiak voltak, akik a tengerentúlról jöttek, először Északkelet-Európába és egy olyan korai alakulatot hoztak létre, amely végül Rurik kormányzása alá került.
Rurik rokona, Oleg később elfoglalta Kijevet és megalapította a "Ruszt". Rurik leszármazottainak dinasztiája uralta a kijevi Ruszt (862 után) és az utódfejedelemségeit: Galícia-Volhíniát (1199 után), Csernyigovot, a Novgorodi Köztársaságot, a Rusz királyságot (1253–1349), Vlagyimir-Szuzdalt, a Moszkvai Nagyfejedelemséget, és ők alapították az orosz cárságot.

## Etimológiája

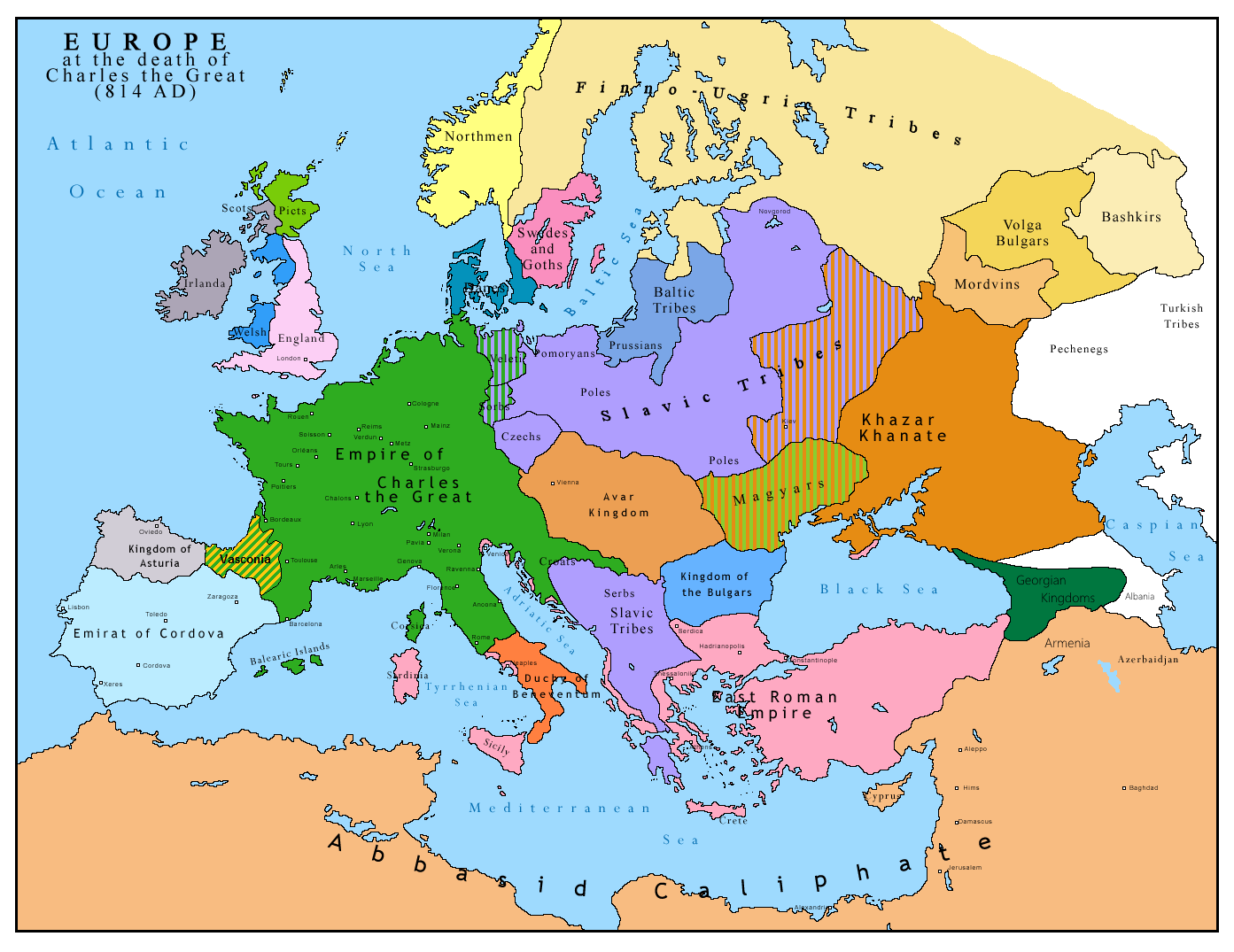
Európa 814-ben. Roslagen régió a svédek és gótok sötétrózsaszín területének a partmenti vidéke

A leggyakoribb elmélet szerint a Rusz név (ahogy a svédek finn neve, Ruotsi, és észt nevük, Rootsi  is) az óészaki nyelvű "evezősök" (rods-) szóból származott. A folyók, tavak fontos útvonalak voltak Kelet-Európában és rajtuk evezős járműveken közlekedtek. A Rusz szó lehet az eredetileg "evezős legénység" jelentésű Roslagen svéd tengerparti övezet nevében is (vagy ahogy korábban ismerték, Roden).